# Bernadette Hudy
Bernadette Elisabeth Christine Hudy (* 23. Dezember 1962 in Gelsenkirchen) ist eine ehemalige deutsche Leichtathletin.

## Sportliche Karriere
Bernadette Hudy begann bei der DJK Wanderglück Bochum. Von 1982 bis 1988 war sie bei der LAV co op Dortmund und dann beim LC Olympiapark München. Von 1991 bis 1996 lief sie für den LLC Marathon Regensburg. Nach zwei Jahren bei der LG Kreis Dachau wechselte sie 1999 zum MRRC München.
Hudy war von 1982 bis 1988 sechsmal deutsche Mannschaftsmeisterin im Marathonlauf. Im Berglauf gewann sie 1989 und 1992 den deutschen Meistertitel in der Einzelwertung.
Bernadette Hudy startete von 1982 bis 1995 siebenmal im Nationaltrikot.